# Ewald Loeser
Ewald Oskar Ludwig Loeser (né le 11 avril 1888 à Storkow, mort le 23 décembre 1970) est un juriste allemand, membre du conseil d'administration de Krupp et résistant au nazisme.

## Biographie
Loeser étudie le droit et obtient en 1911 un doctorat à l'université de Göttingen.
De 1917 à 1919, il est haut fonctionnaire dans l'office du Reich à l'Alimentation. Jusqu'en 1920, il est directeur général de l'office du Reich aux Céréales (de). De 1920 à 1925, il occupe un poste commercial. À partir de 1925, il est assesseur de l'Association des villes allemandes (de). En 1929, il travaille pour le ministère du Reich à l'Intérieur.
En 1930, Loeser s'installe à Leipzig et devient maire de la ville tandis que Carl Friedrich Goerdeler est maire de l'agglomération. En octobre 1934, sur la recommandation de Carl Friedrich Goerdeler, Loeser entre au conseil d'administration de Krupp et devient directeur administratif et financier. En outre, il est dans les conseils de surveillance de différentes sociétés, comme la Dresdner Bank en 1939. En mars 1943, Loeser démissionne de Krupp, mais reste jusqu'à la fin de l'année dans l'entreprise et se présence dans quelques conseils de surveillance de filiales de Krupp. En 1944, il participe au redressement financière de Philips.
En 1943, Goerdeler le fait entrer dans son cercle de résistance et le nomme ministre des Finances du gouvernement fantôme. Après le complot du 20 juillet 1944, il est arrêté au mois d'août. Le 20 octobre 1944, la procédure conclut à un procès devant le Volksgerichtshof. Il est mis à part des autres accusés (Julius Leber, Adolf Reichwein, Hermann Maaß, Gustav Dahrendorf (de)) puis envoyé le 17 janvier 1945 en raison d'une faiblesse de la mémoire feinte à la Wittenauer Heilstätten où il passe la fin de la guerre.
En 1947, Ewald Loeser comparaît au procès Krupp, le dixième des douze procès pour crimes de guerre organisés par les autorités américaines dans leur zone d'occupation en Allemagne à Nuremberg après la fin de la Seconde Guerre mondiale. Il est condamné le 31 juillet 1948 à sept ans de prison. Son avocat est Kurt Behling (de).